# Eerste klasse 2001-02 (basketbal België)
Het seizoen 2001-2002 was de 55e editie van de hoogste basketbalcompetitie. Na het verdwijnen van Blue Fox Gent, FLV Athlon Ieper en Okapi Aalst omwille van financieel wanbeleid of falende sponsors begonnen slechts 11 ploegen aan het nieuwe seizoen. Na een reguliere competitie van 20 speeldagen werken de eerste zes teams - met behoud van punten - nog een competitie af. Daaruit volgt de rangschikking voor de play-offs. De overige vijf ploegen strijden voor twee extra tickets voor die play-offs, die dus met acht teams gespeeld werd. Telindus BC Oostende behaalde een tiende landstitel ,BC Estaimpuis promoveerde.

## Naamswijziging
Telindus Leuven werd Vastiau Basket Leuven
Bingoal Bree BBC werd Stretch-Top Bingoal Bree BBC

## Eindstand
|  |    |                              | P  | W  | V  | G | Ptn |
|  | -- | ---------------------------- | -- | -- | -- | - | --- |
|  | 1  | Spirou Charleroi             | 20 | 17 | 3  | 0 | 54  |
|  | 2  | Telindus BC Oostende         | 20 | 17 | 3  | 0 | 54  |
|  | 3  | Stretch-Top Bingoal Bree BBC | 20 | 14 | 6  | 0 | 48  |
|  | 4  | BC Estaimpius                | 20 | 12 | 8  | 0 | 44  |
|  | 5  | Union Mons-Hainaut           | 20 | 11 | 9  | 0 | 42  |
|  | 6  | Euphony Liège BC             | 20 | 10 | 10 | 0 | 38  |
|  | 7  | Go Pass Pepinster            | 20 | 9  | 11 | 0 | 38  |
|  | 8  | RB Antwerpen                 | 20 | 9  | 11 | 0 | 38  |
|  | 9  | Power BT Wevelgem            | 20 | 6  | 14 | 0 | 32  |
|  | 10 | Ubizen Echo Hasselt          | 20 | 3  | 17 | 0 | 26  |
|  | 11 | Vastiau Basket Leuven        | 20 | 2  | 18 | 0 | 24  |

## Eindstand Groep A
|  |   |                              | P  | W  | V  | G | Ptn |
|  | - | ---------------------------- | -- | -- | -- | - | --- |
|  | 1 | Telindus BC Oostende         | 30 | 25 | 5  | 0 | 80  |
|  | 2 | Spirou Charleroi             | 30 | 23 | 7  | 0 | 76  |
|  | 3 | Stretch-Top Bingoal Bree BBC | 30 | 17 | 13 | 0 | 64  |
|  | 4 | Union Mons-Hainaut           | 30 | 16 | 14 | 0 | 62  |
|  | 5 | Euphony Liège                | 30 | 15 | 15 | 0 | 60  |
|  | 6 | BC Estaimpius                | 30 | 15 | 15 | 0 | 60  |

## Eindstand Groep B
|  |   |                       | P  | W  | V  | G | Ptn |
|  | - | --------------------- | -- | -- | -- | - | --- |
|  | 1 | Go Pass Pepinster     | 28 | 16 | 12 | 0 | 60  |
|  | 2 | RB Antwerpen          | 28 | 14 | 14 | 0 | 56  |
|  | 3 | Power BT Wevelgem     | 28 | 10 | 18 | 0 | 48  |
|  | 4 | Ubizen Echo Hasselt   | 28 | 5  | 23 | 0 | 38  |
|  | 5 | Vastiau Basket Leuven | 28 | 4  | 24 | 0 | 36  |

## Play-offs
- Best of three Kwart Finales

Telindus BC Oostende - RB Telindus Antwerpen 89-75
Spirou Charleroi - Go Pass Pepinster 74-65
Telindus Mons-Hainaut - Euphony Liège 76-79
Stretch-Top Bingoal Bree BBC - BC Estaimpuis 86-80
RB Telindus Antwerpen - Telindus BC Oostende 71-82
Go Pass Pepinster - Spirou Charleroi  80-67
Euphony Liège - Telindus Mons-Hainaut 82-95
BC Estaimpuis - Stretch-Top Bingoal Bree BBC 88-101
Spirou Charleroi - Go Pass Pepinster 80-67
Telindus Mons-Hainaut - Euphony Liège 89-80
- Best of three Halve Finales

Telindus BC Oostende - Telindus Mons-Hainaut 89-81
Spirou Charleroi - Stretch-Top Bingoal Bree BBC 80-79
Telindus Mons-Hainaut - Telindus BC Oostende 87-83
Stretch-Top Bingoal Bree BBC - Spirou Charleroi 67-94
Telindus BC Oostende - Telindus Mons-Hainaut 102-75
- Best of five

Telindus BC Oostende - Spirou Charleroi 85-49
Spirou Charleroi - Telindus BC Oostende 94-76
Telindus BC Oostende - Spirou Charleroi 80-73
Spirou Charleroi - Telindus BC Oostende 95-87
Telindus BC Oostende - Spirou Charleroi 95-70
1928 · 1929 · 1930 · 1931 · 1932 · 1933 · 1934 · 1935 · 1936 · 1937 · 1938 · 1939 · 1940 · 1941 · 1942 · 1943 · 1944 · 1945 · 1946 · 1947 · 1948 · 1949 · 1950 · 1951 · 1952 · 1953 · 1954 · 1955 · 1956 · 1957 · 1958 · 1959 · 1960 · 1961 · 1962 · 1963 · 1964 · 1965 · 1966 · 1967 · 1968 · 1969 · 1970 · 1971 · 1972 · 1973 · 1974 · 1975 · 1976 · 1977 · 1978 · 1979 · 1980 · 1981 · 1982 · 1983 · 1984 · 1985 · 1986 · 1987 · 1988 · 1989 · 1990 · 1991 · 1992 · 1993 · 1994 · 1995 · 1996 · 1997 · 1998 · 1999 · 2000 · 2001 · 2002 · 2003 · 2004 · 2005 · 2006 · 2007 · 2008 · 2009 · 2010 · 2011 · 2012 · 2013 · 2014 · 2015 · 2016 · 2017 · 2018 · 2019 · 2020 · 2021